# Javiera Arnillas
Javiera Alejandra Arnillas Cartagena (Chincha Alta, 1995) es una modelo, actriz y activista por los derechos de las personas trans afroperuana y española.

## Biografía
Arnillas nació en Chincha Alta en 1995. Estudió Artes Escénicas en la Pontificia Universidad Católica del Perú. En 2016 inició su transición de género. Su primer papel en el cine fue en Sin vagina, me marginan, una película camp de 2017 dirigida por Wesley Verástegui, en la que interpreta a Barbie, es una prostituta transgénero que necesita operarse para poder completar su sueño de ser una «mujer completa» y conquistar un amor de la infancia. Fue una de las primeras películas peruanas en tener por protagonistas a dos personas trans, ya que compartió rol principal con la cantante Marina Kapoor.
En 2020 fue parte del reparto de El niño que no quería matar.
En su faceta de modelo y reina de belleza, en 2020 obtuvo el título de Miss International Queen Perú, lo que le valió ser la representación peruana en el concurso Miss International Queen 2021, que se celebró en Tailandia en 2022.
Como activista ha impulsado una campaña en change.org para que el Congreso del Perú debata sobre una ley de identidad de género, que fue propuesta en marzo de 2021 por la Comisión de Familia del órgano legislativo.
En 2022 se estrenó Un romance singular, donde fue la protagonista.
En julio de 2025, un conductor de línea conservadora realizó comentarios transfóbicos en su cuenta de Instagram, a lo que Javiera respondió con un vídeo donde exponía a dicha persona y afirmó que se habían besado tras un coqueteo en un bar barranquino. Tras la publicación de una fotografía que confirmaba lo relatado por Arnillas, el conductor fue despedido de la cadena radial de temática cristiana, Bethel Noticias, donde trabajaba.

## Filmografía

### Películas
- Sin vagina, me marginan (2017)
- Con amor, Ivana (2018)
- El niño que no quería matar (2020)
- Un romance singular (2022)
- La verdad de Xanaxtasia (2022)

### Televisión
- Solamente Milagros (capitulo: Dignidad, 2025)

## Reconocimientos y nominaciones
- 2020: Miss International Queen Perú (2020)
- 2023: Nominada a los Premios Luces en la categoría de Mejor actriz por Un romance singular.[15]